# Elizabeth Bay (Nuovo Galles del Sud)
Elizabeth Bay è un sobborgo cittadino di Sydney in Australia.

## Geografia fisica
Il sobborgo si trova a circa 3 chilometri a est del CBD e si affaccia sulla baia di Sydney.

## Origini del nome
Elizabeth Bay porta il nome dalla piccola e omonima baia sulla quale si affaccia, così chiamata in onore della moglie del governatore Lachlan Macquarie, Elizabeth.

## Monumenti e luoghi d'interesse
- Boomerang, una villa in stile neomissionario spagnolo eretta nel 1928 com affaccio sulla baia.